# Ruth Becquart
Ruth Becquart (Brecht, 1976) is een Vlaamse actrice en scenariste.

## Biografie
Ruth Becquart studeerde af aan de Studio Herman Teirlinck in 1999. Na haar studies stond ze in het theater met theater Malpertuis in Germania 3, Kleur is alles en Moederliefde, met Het Toneelhuis in Staat er haar op?!, Maria, Oom Vanja, Bioman en Waar waren we gebleven en met Laika in De Karamazovs. In een productie van de Zweep acteerde ze in De smerige trilogie, deel 2. In Hetpaleis speelde ze mee in De vikingen, Ongelikt-King Lear, Matchboks de prequel en Magic Palace – Heupen liegen niet.
Samen met Stijn Cole, Kyoko Scholiers en Jeroen Van Dyck bracht ze voor BRONKS Stopcontact. Andere producties waren er met het gezelschap de ELsmakerij in Debbie, baby en bij Abattoir Fermé met Snuff (Index 1) en Phantasmapolis - Index II. Met het gezelschap LOD stond ze samen met Elke Dom op de planken in Autopsie van een gebroken hart. En met Kyoko Scholiers toerde ze sinds 2010 twee seizoenen rond met hun concept Brief.
Becquart speelde rollen in de langspeelfilms Linkeroever en Dirty Mind. Op televisie vertolkte ze aanvankelijk vooral kleinere rollen en gastrollen, zoals in De Ronde, De Wet volgens Milo, Witse, Kinderen van Dewindt, Code 37, De Rodenburgs, Aspe, Rang 1 en Zone Stad. In 2012 deed ze een hoofdrol als Birgit Goethals in de VTM-serie Clan, waarmee ze meteen bekend werd bij het grote publiek. In het najaar van 2013 vertolkte ze prinses Astrid in Albert II, een fictiereeks over koning Albert II, en Joke Willems in Zuidflank. Ze speelde ook een bijrol in de Nederlandse remake van Smoorverliefd van Hilde Van Mieghem.
Op het Film Fest Gent 2017 kreeg ze de Acteursprijs voor beste actrice in een televisiereeks van de Acteursgilde voor haar rol in Chaussée d’Amour.
In 2024 maakte ze haar debuut als scenariste van de film Julie Zwijgt. Tevens speelde ze een van de hoofdrollen in de film. De film werd geselecteerd als Belgische inzending voor de Oscars in de categorie beste internationale film.